# Antyautorytaryzm
Antyautorytaryzm – sprzeciw wobec autorytaryzmu, który definiowany jest jako „system rządów, w którym władza jest w rękach armii lub jednej partii i nie podlega kontroli społecznej”, „narzucanie swojej woli, poglądów, wymuszanie posłuszeństwa”, a także „system wartości nakazujący bezwzględne podporządkowanie się normom i nakazom osób sprawujących władzę”. Antyautorytaryści zazwyczaj wierzą w pełną równość wobec prawa i pełne swobody obywatelskie. Czasami termin ten używany jest zamiennie z anarchizmem – ideologią, która zakłada sprzeciw wobec władzy lub hierarchicznej organizacji w stosunkach międzyludzkich, w tym również wobec systemu państwowego jako takiego. 

## Teoria i praktyka
Krytyczne myślenie to postawa filozoficzna, która utrzymuje, że opinie powinniśmy kształtować na podstawie logiki, rozumu i empirii, a nie autorytetu, tradycji lub innych dogmatów. Poznawcze zastosowanie krytycznego myślenia jest znane jako „wolnomyślicielstwo”, a praktycy wolnomyślicielstwa są znani jako „wolnomyśliciele”.
Argument odwołujący się do autorytetu (łac.  „argumentum ad verecundiam”) jest powszechną formą argumentacji, która prowadzi do błędu logicznego, gdy jest nadużywana. W rozumowaniu nieformalnym odwołanie się do autorytetu jest formą argumentacji zmierzającą do ustalenia sylogizmu statystycznego. Opiera się na poniższym argumentowaniu:
– A jest autorytetem w danej dziedzinie
– A wygłasza oświadczenie na ten temat
– Zatem A musi mieć rację
Błędne przykłady użycia odwołania obejmują wszelkie odwołania do autorytetu używane w kontekście logicznego rozumowania i odwoływania się do pozycji autorytetu lub autorytetów w celu odrzucenia dowodów, ponieważ chociaż autorytety mogą mieć rację w osądach związanych z ich obszarem wiedzy fachowej częściej niż laicy, nadal mogą dojść do złych osądów przez błąd, stronniczość, nieuczciwość lub padając ofiarą myślenia stadnego. Odwołanie się do autorytetów nie jest więc na ogół wiarygodnym argumentem przy ustalaniu faktów. Anarchista Michaił Bakunin wyraził istotę tej postawy, pisząc: „Czyżby z tego miało wynikać, że nie uznaję żadnego autorytetu? Daleki jestem od podobnych myśli. Jeżeli chodzi o buty, odwołuję się do autorytetu szewca; jeżeli chodzi o dom, o kanał lub kolej, zwracam się o radę do architekta lub inżyniera. W kwestii jakiejś nauki specjalnej zwracam się do takiego a takiego uczonego. Ale nie daję sobie nic narzucić ani przez szewca, ani przez architekta, ani przez uczonego. Słucham ich opinii swobodnie i z całym szacunkiem należnym ich rozumowi, charakterowi, umiejętności, zachowując sobie jednak niezaprzeczalne prawo krytyki oraz kontroli. Nie zadowalam się radą jakiegoś jednego autorytetu w danej specjalności, zwracam się o nią do kilku specjalistów; zestawiam ich opinie i wybieram tę, która wydaje mi się najbardziej słuszna. Nie uznaję natomiast żadnych nieomylnych autorytetów, nawet w zagadnieniach całkowicie specjalnych; niezależnie przeto od szacunku, jaki mogę żywić dla uczciwości i szczerości danej jednostki – absolutnej wiary nie pokładam w nikim”. 
Bakunin zauważył, że „Powyższe racje nie pozwalają mi uznać autorytetu, który by był niezastąpiony, trwały i uniwersalny; człowiek uniwersalny bowiem nie istnieje, nie ma człowieka, który byłby zdolny objąć wszystkie nauki, wszystkie dziedziny życia społecznego, w całym bogactwie szczegółów, bez których znajomości nie można zastosować nauki do życia”.
Po II wojnie światowej w Europie pojawiły się silne tendencje antyautorytarystyczne oparte na antyfaszyzmie. Przypisywano to czynnemu oporowi okupacyjnemu oraz obawom wynikającym z rozwoju mocarstw. Antyautorytaryzm wiązał się także z ruchami kontrkulturowymi i cyganerią. W latach 50. bitnicy byli politycznie radykalni i do pewnego stopnia ich antyautorytarne postawy zostały przejęte przez aktywistów w latach 60., kiedy to ruchy hipisowskie i co większe ruchy kontrkulturowe prowadziły tryb życia i stosowały metody aktywizmu charakterystyczne dla postaw antyautorytarnych i bez użycia przemocy. Zauważono, że: „Życie hipisowskie jest antytetyczne wobec wszystkich represyjnych, hierarchicznych struktur władzy, ponieważ są one sprzeczne z hipisowskimi wartościami pokoju, miłości i wolności... Hipisi nie narzucają swoich przekonań innym. Zamiast tego starają się zmienić świat rozsądkiem i życiem zgodnym z tym, w co wierzą”. W latach 70. I 80. antyautorytaryzm stał się częstym motywem subkultury punkowej.